# Umbul Tengah
Umbul Tengah is een bestuurslaag in het regentschap Serang van de provincie Banten, Indonesië. Umbul Tengah telt 4308 inwoners (volkstelling 2010).